# Тризна Микола Іванович
Тризна Микола Іванович († 1694 — 22 січня 1776) — український державний і військовий діяч часів Гетьманщини.

## Життєпис
Походив зі шляхетського, старшинського роду гербу Ґоздава. Син Івана Тризни, чернігівського полкового судді. Мати походила з роду Дуніних-Борковських. Народився 1694 року.
1711 року залишився малолітнім без батька, але в походах і службі не був. 1 квітня 1714 року взятий під протекцію гетьмана Івана Скоропадського. Невдовзі за Миколою Тризною затверджено села Лукашівка і Слободка.
1719 року розпочав службу в гетьманській канцелярії. 1721 року стає значковим товаришем. Мав підтримку з боку чернігівського полковника Павла Полуботка. 1723 року призначається комісаром полковим чернігівським. В березні 1724 року стає сотником вибельським. У 1725—1727 роках брав участь у Гілянському поході. 1728 році знову обраний сотником вибельським.
Відзначився під час війни за польську спадщину у 1733—1735 роках. Під час війни з Османською імперією у 1736—1737 роках був наказним полковником чернігівським, відзначившись в цей час у походах до Криму. Абшитований (звільнений в запас) бунчуковий товариш у Чернігівському полку з 30 червня 1748 року. До самої смерті у 1776 році опікувався розвитком свого господарства.

## Майно
Володів хутором Маджухівка з млином в два мучних і одне валюжне поблизу с. Козли Любецької сотні, 30 хатами. 1753 року купив 4 двори в селі Скорінець в значкового товариша Чернігівського полку Павла Красовського.

## Родина
- Андрій (р. н. невід. — до 1786), чернігівський полковий обозний;
- Яків (бл. 1740 — після 1790), чернігівський полковий сотник;
- Параска, дружина Василя Губчиця, сотника почепського;
- Олена, дружина Семена Пустоти, «управителя» дому графині Наталії Розумовської.